# The Tigress
The Tigress (Brasil: Mulher Pantera ) é um filme mudo estadunidense de 1927, gênero drama, dirigido por George B. Seitz. É atualmente considerado um filme perdido.